# Torneo Copa de Campeones 1998
El Torneo Copa de Campeones 1998 fue la segunda edición del Torneo Copa de Campeones. Se disputó en la ciudad de Bahía Blanca, Argentina, del 4  al 6 de septiembre de 1998 en el Estadio Osvaldo Casanova. 
Se coronó como campeón el club Atenas de Córdoba.

## Desarrollo del torneo
La segunda edición reunió al último campeón de la Liga Nacional de Básquet, Boca Juniors, el tetracampeón Atenas de Córdoba, el tricampeón Ferro Carril Oeste, los campeones Independiente de General Pico y Olimpia Basketball Club y el equipo local Estudiantes de Bahía Blanca.
|  | Primera Jornada  | Primera Jornada  | Primera Jornada |             |    | Semifinales | Semifinales  | Semifinales  |              |        | Final   | Final   | Final |  |
|  |                  |                  |                 |             |    |             |              |              |              |        |         |         |       |  |
|  |                  |                  |                 |             |    |             |              |              |              |        |         |         |       |  |
|  |                  |                  |                 |             |    |             |              |              |              |        |         |         |       |  |
|  |                  |                  |                 |             |    |             |              |              |              |        |         |         |       |  |
|  |                  |                  |                 |             |    |             |              |              |              |        |         |         |       |  |
|  |                  | Atenas           | Atenas          | 78          |    |             |              |              |              |        |         |         |       |  |
|  |                  |                  |                 | 78          |    |             |              |              |              |        |         |         |       |  |
|  |                  |                  | Olimpia         | Olimpia     | 76 |             |              |              |              |        |         |         |       |  |
|  | Olimpia          | Olimpia          | Olimpia         | Olimpia     | 76 | 88          |              |              |              |        |         |         |       |  |
|  | Olimpia          | Olimpia          |                 |             |    |             |              |              |              |        |         |         |       |  |
|  | Independiente GP | Independiente GP | 80              |             |    |             |              |              |              |        |         |         |       |  |
|  | Independiente GP | Independiente GP | 80              |             |    |             |              |              |              | Atenas | Atenas  | 82      |       |  |
|  |                  |                  |                 |             |    |             |              |              |              | Atenas | Atenas  | 82      |       |  |
|  |                  |                  | Estudiantes     | Estudiantes | 65 |             |              |              |              |        |         |         |       |  |
|  |                  |                  | Estudiantes     | Estudiantes | 65 |             |              |              |              |        |         |         |       |  |
|  |                  |                  |                 |             |    |             |              |              |              |        |         |         |       |  |
|  |                  |                  |                 |             |    |             |              |              |              |        |         |         |       |  |
|  |                  | Ferro            | Ferro           | 76          |    |             | Tercer lugar | Tercer lugar | Tercer lugar |        |         |         |       |  |
|  |                  |                  |                 | 76          |    |             | Tercer lugar | Tercer lugar | Tercer lugar |        |         |         |       |  |
|  |                  |                  | Estudiantes     | Estudiantes | 78 |             |              |              |              |        |         |         |       |  |
|  | Ferro            | Ferro            | Estudiantes     | Estudiantes | 78 | 71          |              |              | Ferro        | Ferro  | 90      |         |       |  |
|  | Ferro            | Ferro            |                 |             |    |             |              |              | Ferro        | Ferro  | 90      |         |       |  |
|  | Boca Juniors     | Boca Juniors     | 65              |             |    |             |              |              |              |        | Olimpia | Olimpia | 74    |  |
|  | Boca Juniors     | Boca Juniors     | 65              |             |    |             |              |              |              |        | Olimpia | Olimpia | 74    |  |
|  |                  |                  |                 |             |    |             |              |              |              |        |         |         |       |  |

### Quinto Puesto
| 10 de septiembre |    |
| Boca Juniors     | 88 |
| Olimpia          | 84 |

Atenas

Campeón

1.er título